# Alberto Estella Goytre
Alberto Estella Goytre (Salamanca, 23 de septiembre de 1940 - Salamanca, 1 de abril de 2022) fue un abogado, político, periodista y escritor español. Fue diputado, entre 1977 y 1982.

## Biografía
Nacido en Salamanca, estudió el bachillerato en el colegio de los Salesianos y se licenció en Derecho en la Universidad de Salamanca. A finales de los años sesenta inició su carrera profesional como letrado en la Abogacía del Estado de Salamanca y trabajando en los servicios jurídicos de Iberduero.
Fue tesorero del Colegio de Abogados de Salamanca, dimitiendo al obtener el acta de diputado en la Legislatura Constituyente de 1977 por la UCD. Diputado en la Primera Legislatura por Salamanca, fue durante dos años portavoz en la Comisión de Transportes, y presidió la Comisión de RTVE. Perteneció a siete Comisiones, siendo secretario de la de Peticiones y portavoz del Grupo centrista en la de Transportes, así como miembro de la primera Comisión Mixta Congreso-Senado, y ponente de siete leyes.
Fue cofundador del Partido Popular en Salamanca y promotor del Grupo denominado “jóvenes turcos” en el Congreso, integrado después en el sector “independiente” de UCD, así como del Consejo Político Nacional del Partido, por la lista denominada en “Plana crítica”. Fue asesor de los ministros de Transportes y Comunicaciones y de dos ministros de Agricultura y Pesca. El Consejo de Ministros del 15 de enero de 1982 le nombró secretario general del ministro adjunto al presidente. Perteneció a la Junta de Gobierno del Colegio de Abogados de Salamanca y fue miembro del Patronato de su Fundación. Fue cofundador de la firma nacional de la abogacía “Iberforo”.
Consejero general y miembro de la Comisión de Control de Caja Duero, perteneció al Consejo Social de la Universidad de Salamanca, y durante varios cursos fue profesor de la Escuela de práctica jurídica. Presidió la Comisión de Planificación. Miembro electo del Centro de Estudios Salmantinos, y Secretario de su Junta Rectora. Perteneció a la Junta de Gobierno del “Consorcio Salamanca 2002, Capital Europea de la Cultura”.
Coordinó los libros “La transición en Salamanca”, “La Plaza Mayor de Salamanca” y “La agricultura en el Parlamento”, así como el Programa Cultural del Ayuntamiento “Salamanca 2005. Plaza Mayor de Europa”, conmemorativo de los 250 años de la Plaza Mayor. Fue columnista de La Gaceta de Salamanca, de la revista “Salamanca XXI”, y del diario ABC de Castilla y León. Colaboró con el programa de “La mañana en Salamanca” en la COPE. Impulsor y codirector de la revista “Papeles del Novelty”. Fue Presidente del Casino de Salamanca y Consejero del Grupo Azvi. Fundador del primer club de golf en Castilla y León, creando la Federación Regional, de la que fue el primer Presidente.